# Guarnero Trotti
Guarnero Trotti (Fresonara, 1540 – Alessandria, 15 gennaio 1584) è stato un vescovo cattolico italiano.

## Biografia
Nativo di Fresonara, figlio di Antonio, patrizio alessandrino, è stato arcidiacono della cattedrale di Alessandria per bolla di papa Pio V del 25 maggio 1567. Nell'anno 1571, già a Roma per ricevere l'ordinazione sacerdotale l'11 giugno, in seguito alla morte del vescovo di Alessandria Agostino Baglione, fu nominato ordinario di Alessandria il 27 agosto e consacrato vescovo il 9 settembre 1571 dal cardinale Ottone di Waldburg. Con la morte di san Pio V, le bolle di nomina a vescovo di Alessandria vennero spedite dal pontefice successore papa Gregorio XIII il 25 maggio 1572.
Uomo valevole, dotto e pio ecclesiastico, a lui si devono l'ampliamento del seminario e l'acquisto - tra il 1573 e il 1576 dalla famiglia alessandrina Dal Pozzo - del palazzo Inviziati come residenza vescovile. Palazzo Inviziati ospitò, tra gli altri, l'imperatore Carlo V - nel 1533 e 1536 - e papa Paolo III nel 1538.
Prese parte ai sinodi provinciali di Milano nel 1573, 1576, nel 1579 e nel 1582.
Nel 1562 fondò, insieme ad altri due alessandrini Giovanni Francesco Aulari ed Emilio Mantelli, l'Accademia degli Immobili. Venne scelto questo nome ad esempio dell'Accademia di Firenze del 1550 in segno di protesta, per così dire, contro il sistema di Copernico in favore di quello di Tolomeo. Lo stemma di questa nuova accademia era un globo verdeggiante con il motto "Nec iners".
Morì prematuramente all'età di 44 anni nel 1584, e fu sepolto nella cattedrale di Alessandria demolita poi da Napoleone nel 1803.

## Genealogia episcopale
La genealogia episcopale è:
- Cardinale Ottone di Waldburg
- Vescovo Guarnero Trotti